# Rödstrupig piplärka
Rödstrupig piplärka (Anthus cervinus) är en mycket nordligt häckande tätting i familjen ärlor. Fågeln häckar från norra Skandinavien österut via nordligaste Asien till Alaska. Vintertid flyttar den till Afrika, södra och sydöstra Asien samt till Nordamerikas västkust. IUCN kategoriserar den som livskraftig.

## Kännetecken

### Utseende
Den rödstrupiga piplärkan mäter cirka 15 cm lång och är ganska slank. Den adulta fågeln är distinkt under häckningssäsongen genom sitt tegelröda ansikte och strupe. I andra dräkter är den mer oansenlig och svår att skilja från många andra jämnstora piplärkor, exempelvis ängspiplärka. Den har då kraftigt brunstreckad ovansida, vitaktiga mantelstreck, vitaktig undersida med kraftfullt svartfläckat bröst och kroppssida. Den har gul näbbas som ängspiplärkan. I alla dräkter har den streckad bakrygg och övergump vilket skiljer den från exempelvis ängspiplärka. Flykten är kraftfull och direkt.

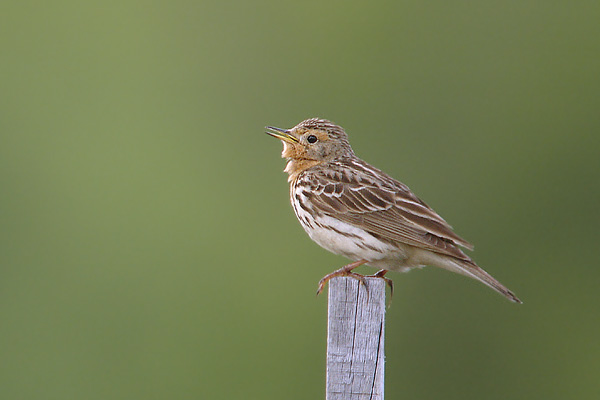
Rödstrupig piplärka i sin karakteristiska häckningsdräkt, fotograferad i svenska Lappland.

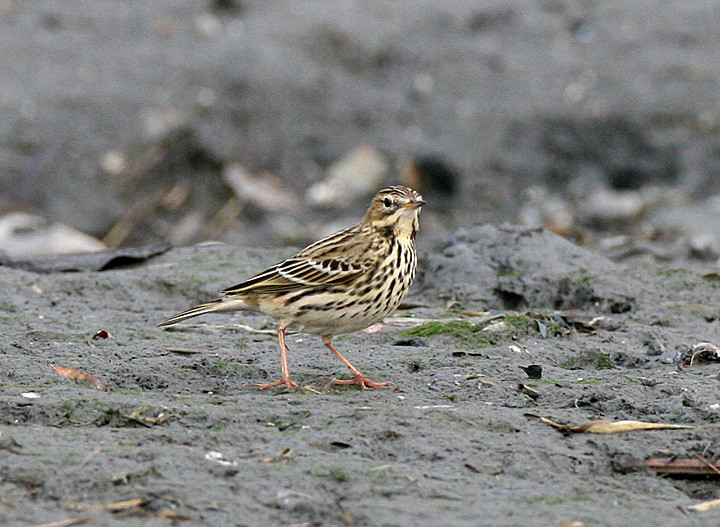
Rödstrupig piplärka i den mer oansenliga vinterdräkten, fotograferad Kina. Notera den svarta streckningen som kontrasterar kraftigt mot den jämnt vita undersidan, och det tydliga vita ögonbrynsstrecket.

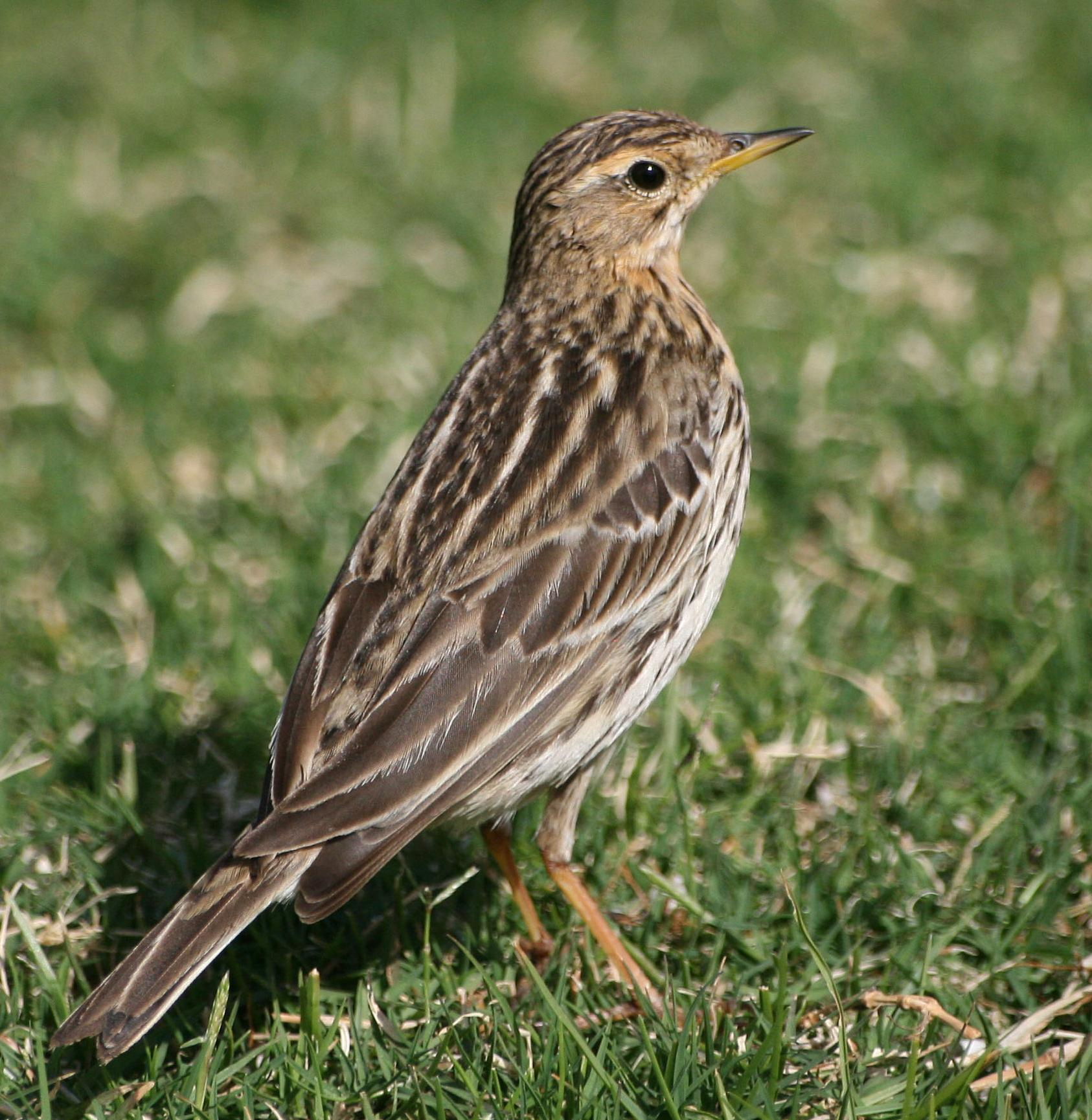
Notera den mörkstreckade ryggen och övergumpen på brun botten, vitaktiga ryggband, den gula näbbasen och de roströda anstryckningarna kring halsen.

### Läte
Locklätet är ett utdraget "pssiih". Sången som oftast framförs under en kort sångflykt liknar ängspiplärkans, men har karakteristiska rytmiska partier, nålfina utdragna lockläteslika toner och torra surrljud á la gråsiska.

## Utbredning
Arten häckar i nordligaste Europa och Asien (i söder till Kamtjatkahalvön och norra Kurilerna) samt i nordvästra Alaska. Den är en långtflyttare som övervintrar huvudsakligen i Afrika och sydöstra Asien. Den lämnar häckningslokalerna från mitten av augusti och återvänder från slutet av maj.  
Europeiska fåglar övervintrar i ett band från södra Mauretanien österut till Etiopien och söderut till Elfenbenskusten, norra Kamerun, nordöstra Demokratiska republiken Kongo och i norra Tanzania. Vissa stannar längre norrut, i Nildalen och utmed kusten i norra Afrika och Röda havet. Östliga bestånd flytrrar till Sydostasien, sydöstra Kina och Taiwan, med mindre antal till norra Indiska halvön. Under flyttningen ses den även regelbundet utmed västkusten i Nordamerika, sällsynt i norra Indonesien och Filippinerna.
Tillfälligt har rödstrupig piplärka setts i västra Mexiko. Ett fynd finns även från Ecuador.

### Förekomst i Sverige
I Sverige förekommer den som häckfågel i den allra nordligaste delen av landet, där den häckar sparsamt i Pite och Torne lappmark, vissa år troligen även i Lycksele lappmark. Den passerar fåtaligt södra Sverige i början och mitten av maj samt i början av september.

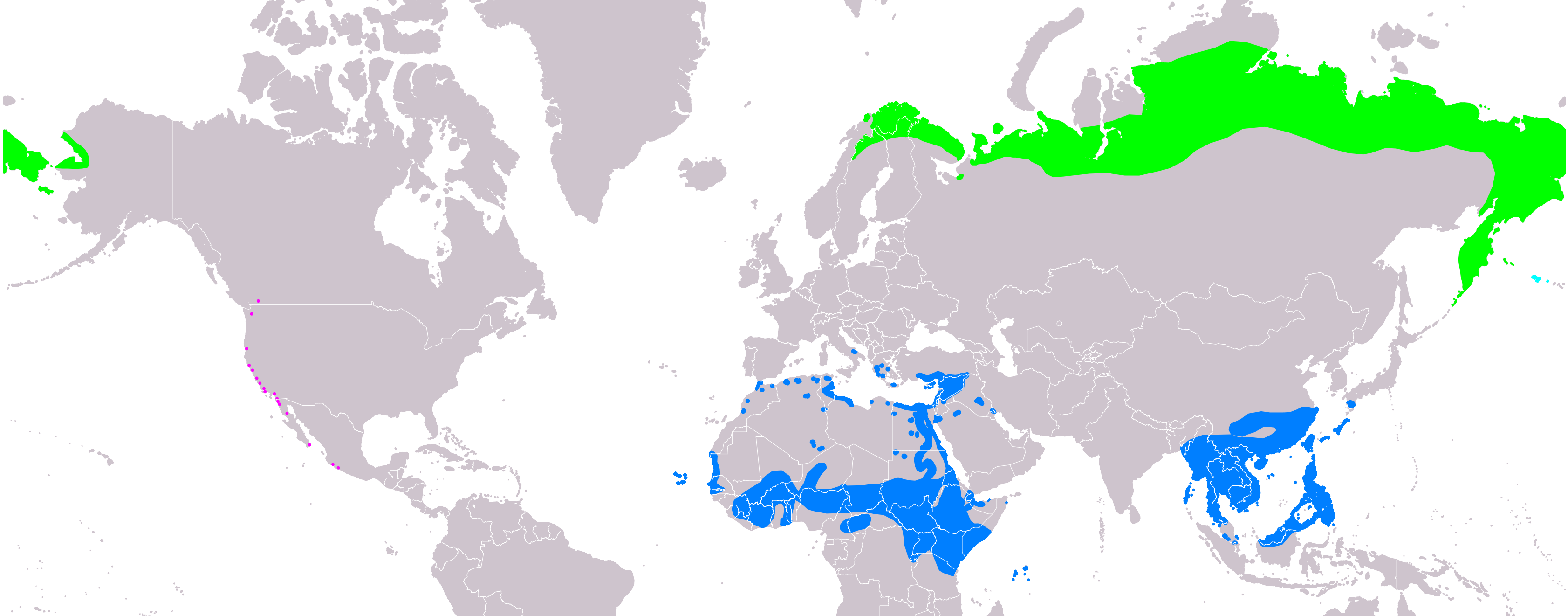
Rödstrupiga piplärkans utbredningsområde, där grönt betecknar vistelse under häckningstid och blått övervintringsområde.

## Systematik
Genetiska studier visar att rödstrupig piplärka är systerart till asiatiska rosenpiplärkan (Anthus roseatus). Dessa utgör en systergrupp till de närbesläktade arterna ängspiplärka (A. pratensis), skärpiplärka (A. petrosus), vattenpiplärka (A. spinoletta), amerikansk piplärka (A. rubescens) och stenpiplärka (A. japonicus). Den är monotypisk, det vill säga att den inte delas in i några underarter.

## Ekologi

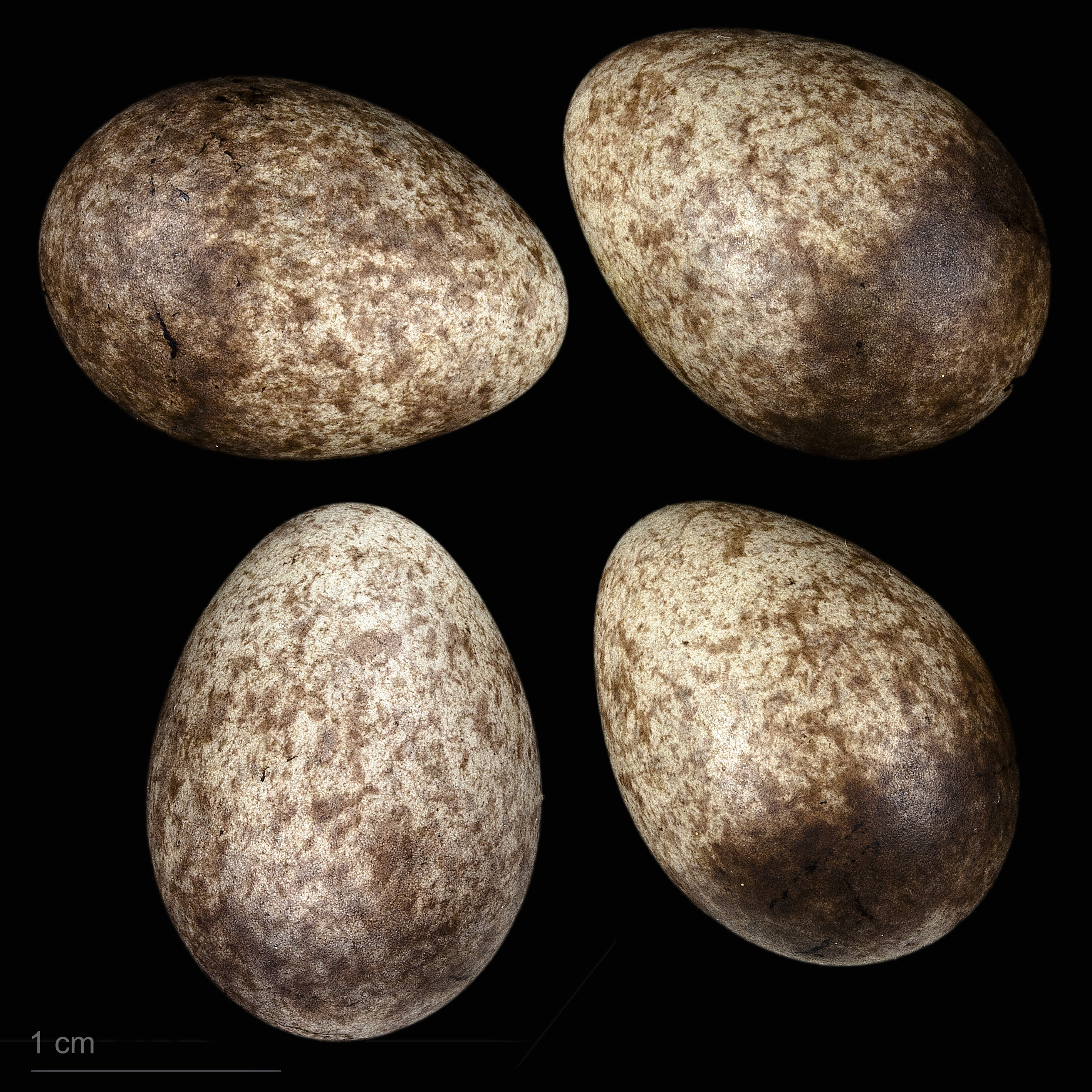
Anthus cervinus

Den rödstrupiga piplärkan häckar på kalfjäll och tundra på sank mark bland viden samt i gles fjällbjörkskog med inslag av gräsytor. Boet läggs på marken vid en tuva eller buske. Honan lägger fyra till sex ägg, som ruvas i elva till 14 dygn. Elva till 15 dygn efter kläckningen blir ungarna flygfärdiga.  Den äter liksom övriga piplärkor insekter, men också frön.

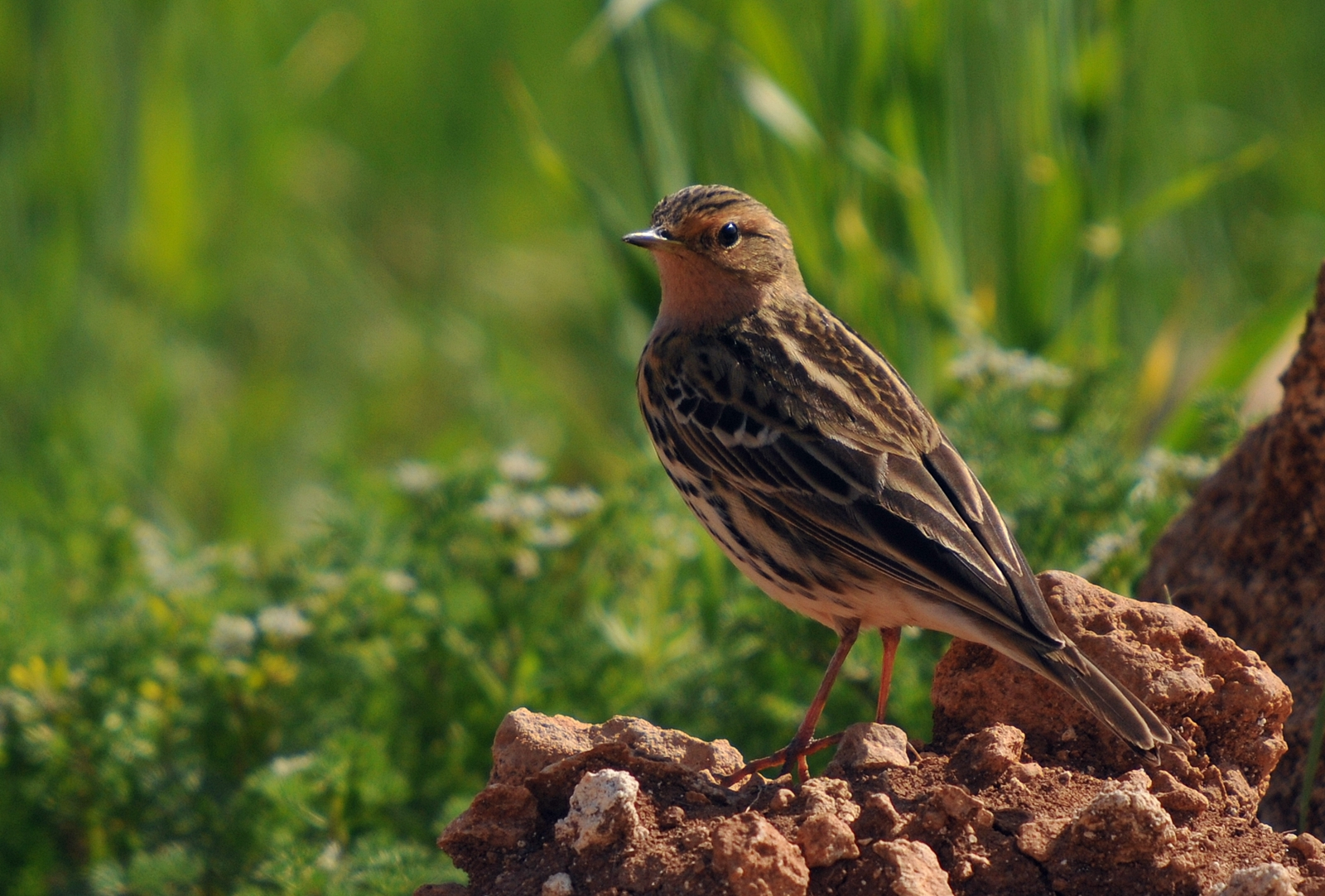

## Status och hot
Arten har ett stort utbredningsområde och en stor population med stabil utveckling. Utifrån dessa kriterier kategoriserar IUCN arten som livskraftig (LC). 2004 uppskattades världspopulationen till två miljoner vuxna individer. Sentida uppskattningar i Europa omfattar 1 000–40 000 vuxna individer i Norge, 6 000 i Finland och 20 000–200 000 i europeiska delen av Ryssland.

### Status i Sverige
Rödstrupig piplärka är en fåtalig häckfågel i Sverige med uppskattningsvis endast 600 häckande individer. De senaste tio åren tros beståndet har varit stabilt, men har minskat med möjligen upp till 75 % på 30 års sikt. I Sverige är den upptagen på rödlistan som sårbar (VU). 2018 uppskattades det svenska beståndet till 100 par.

## Namn
Rödstrupiga piplärkans vetenskapliga artnamn cervinus betyder "hjortfärgad".